# Anni Blomqvist
Anni Viktoria Blomqvist, geboren Karlsson (Simskäla, 7 oktober 1909 - aldaar, 26 juni 1990), was een Zweedstalige schrijfster uit de Finse autonome provincie Åland.

## Biografie

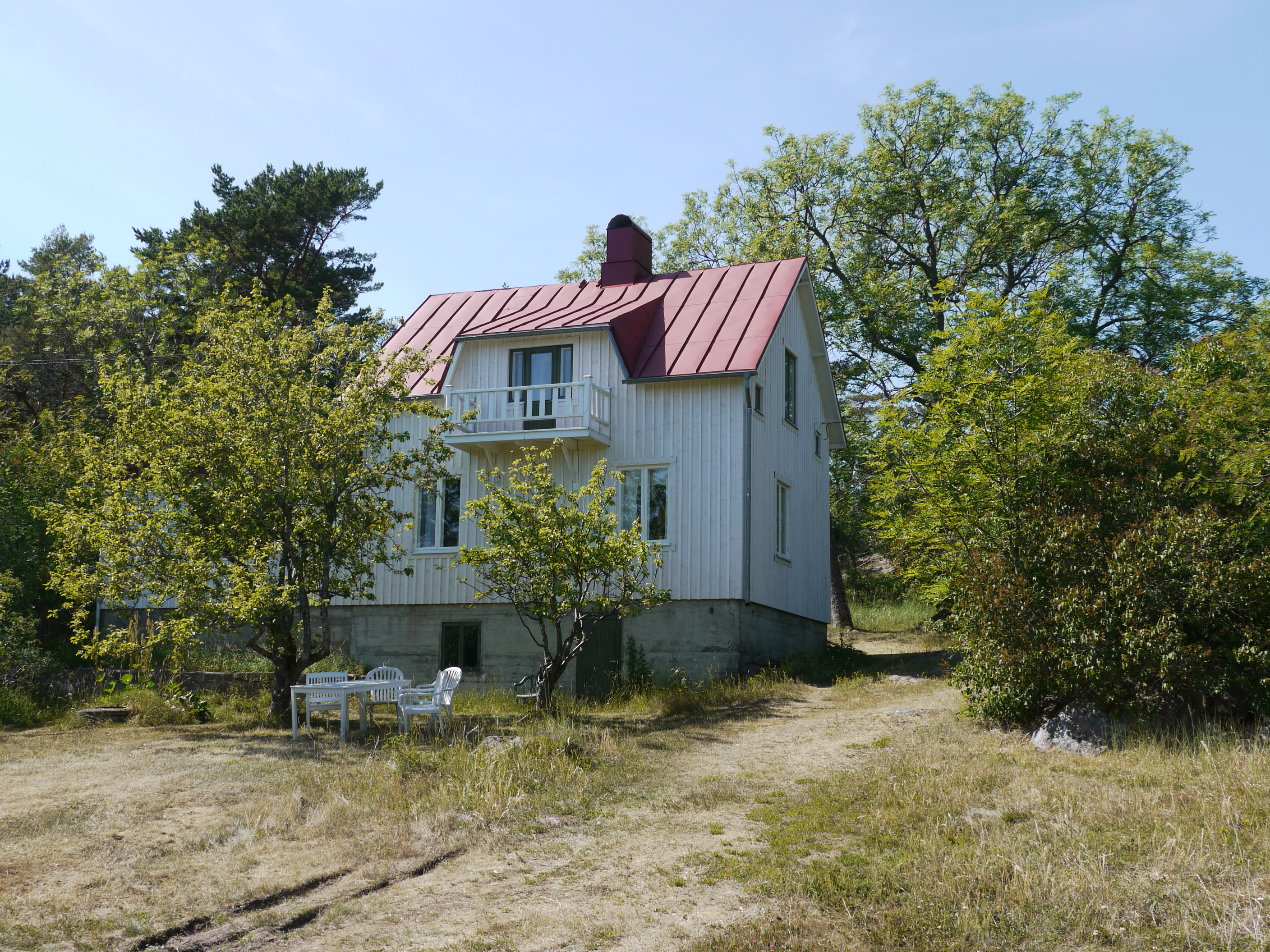
Het huis van Anni Blomqvist

Anni was de oudste van tien kinderen van de visser Viktor Karlsson en zijn vrouw Anna. Ze leefden op het eiland Simskäla, behorende tot de gemeente Vårdö. In het gezin woonde ook de moeder van Anna, die later model zou staan voor de hoofdpersoon uit de Anna Beata-trilogie. Nadat ze de lagere school had afgerond leerde ze naaien en kon zo als naaister een financiële bijdrage aan het grote en arme gezin leveren.
In 1936 huwde Anni de zeeman Valter Blomqvist. Kort na hun huwelijk vertrok Valter voor een twee jaar durende zeereis, maar toen hij teruggekeerd was besloot hij bij zijn vrouw in Simskäla te blijven wonen. Ze bouwden daar een huis voor zichzelf. Ze kregen er vier kinderen: in 1939 werd Tommy geboren; een jaar later beviel Anni van een meisjes-tweeling die beiden een paar uur na de geboorte overleden, en in 1945 zag Bengt het levenslicht. Het gezin voorzag in de eigen levensbehoefte met visserij, scheepvaart en kleinschalige landbouw.
Anni Blomqvist was zeer actief in de plaatselijke gemeenschap. Als voorzitter van de lokale Martha-organisatie organiseerde ze allerhande cursussen en vaccinaties. Ze droeg ook bij aan de elektrificatie van Simskäla in de jaren 1950-1970.
Het eerste verhaal van haar hand, waarmee ze de eerste prijs in een schrijverscompetitie won, verscheen in 1949.
In 1961 kwamen haar man en haar oudste zoon Tommy niet terug van zee, waar ze waren gaan vissen. Hun lichamen zijn nooit teruggevonden, waarschijnlijk zijn ze overvallen door een storm. Anni begon een dagboek bij te houden als een soort hulpmiddel om dit grote verlies te verwerken. In de lange winterdagen waarop er weinig anders te doen was, werkte ze dit uit en uiteindelijk legde dat de basis van haar debuutroman, I stormens spår, dat in 1966 uit kwam en goed werd ontvangen. Dat kwam goed uit, want door haar astma was ze steeds minder goed in staat het werk op de boerderij te doen, en dankzij de verkoop van haar boeken kon ze in haar levensonderhoud voorzien.
Twee jaar later werd haar eerste roman uit de Stormskärs-Maja-kroniek gepubliceerd: Vägen till Stormskäret. Deze serie van vijf boeken, Blomqvists bekendste werk, beschrijft het leven van een vrouw genaamd Maja, een vissersvrouw, die een hard leven lijdt in een nogal patriarchale maatschappij. Deze boeken werden bewerkt voor een populaire tv-serie in 1975. Deze serie werd op haar uitdrukkelijke verzoek verfilmd op het eiland Väderskär, met lokale acteurs, zodat het juiste accent werd gesproken. In die tijd werd ze bekend en talloze toeristen en journalisten bezochten speciaal voor haar het eiland Simskäla, dat ze vanwege haar astma nooit verliet omdat ze geen uitlaatgassen verdroeg. Haar roem ging zo ver dat ze zelfs bezoek kreeg van de Finse presidenten Kekkonen en Koivisto.
Nadat het laatste van de vijf boeken uit deze reeks, Vägen från Stormskäret, in 1973 was verschenen, begon ze samen met Stig Jaatinen van de Universiteit van Helsinki aan een studie van de lokale gemeenschap op haar eiland, genaamd Simskäla. Dat boek verscheen in 1977.
In 1979 verscheen het eerste deel uit haar Anna Beata-trilogie, die deels gebaseerd was op het leven van haar geliefde grootmoeder.
In 1987 verdronk haar enige overgebleven kind, haar zoon Bengt. Anni schreef dit drama van zich af in de autobiografie Havet finns inte mer, dat verscheen in 1989. Een jaar later overleed ze in haar eigen huis. Ze heeft haar hele leven geleefd op Simskäla. Haar huis is nu op verzoek te bezichtigen, en jaarlijks wordt er een studiebeurs uit haar naam toegekend.
Anni ligt begraven bij de kerk van Vårdö.

## Bibliografie

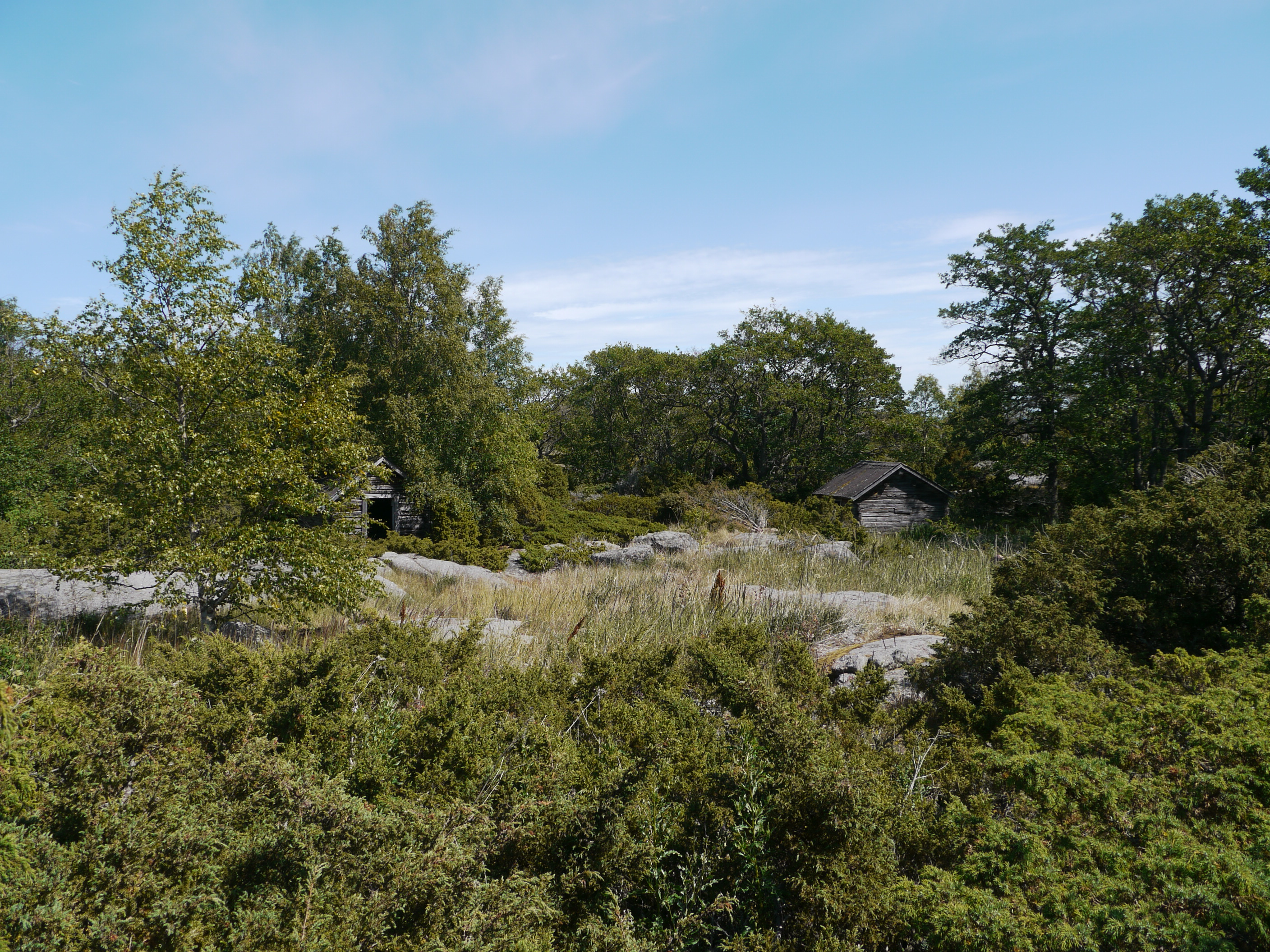
Restanten van huisjes op Väderskär, het nu onbewoonde eiland dat model stond voor 'Stormskär' in Blomqvist's boeken.

### Fictie
- I stormens spår (1967)
- I nöd och lust (1978)

#### Stormskärs-Maja-serie
- Vägen till Stormskäret (1968)
- Med havet som granne (1969)
- Maja (1970)
- I kamp med havet (1971)
- Vägen från Stormskäret (1973)

#### Anna Beata-trilogie
- Anna Beata (1979)
- Anna Beata möter kärleken (1981)
- Anna Beata får ett eget hem (1983)

### Autobiografisch en reality
- Simskäla (1977) (met Stig Jaatinen)
- Vandring i barndomslandet (1986)
- Havet finns inte mer (1989)

Voor zover bekend zijn er (anno 2021) geen boeken van Blomqvist vertaald in het Nederlands.

## Trivia
- Anni Blomqvist wordt afgebeeld op een Ålandse postzegel die uitkwam op 21 maart 2009. Ze wordt daarop afgebeeld naast een traditioneel Ålands huis, zoals dat voorkomt in haar Stormskärs-Maja-romans.
- Blomqvist was een achternicht van haar vakgenoot Sally Salminen.